# Талащук Віктор Флорович

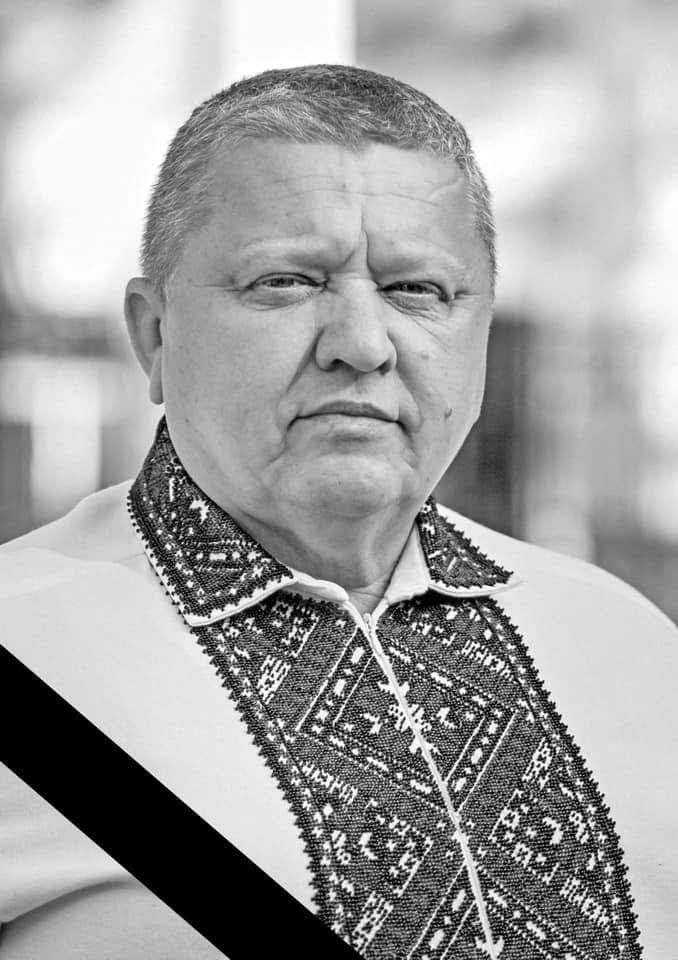

Талащук Віктор Флорович (23 вересня 1965 рік  - 25 листопада 2020 рік) - депутат Костопільської міської ради 2002-2006 років, голова Костопільської районної ради, тричі депутат Костопільської районної ради у 2006, 2010 та 2015 роках, сільський голова Малолюбашанської ОТГ (2017 -2020 рр.) Член партії «Всеукраїнське об'єднання «Батьківщина».

## Життєпис
Талащук Віктор Флорович народився 23 вересня 1965 року в селі Мала Любаша Костопільського району Рівненської області. У 1972-1980-х роках навчався у Малолюбашанській восьмирічній школі, яку закінчив з похвальною грамотою. З 1980 року по 1984 рік навчався у Рівненському автотранспортному технікумі, який закінчив з відзнакою. З 1984 по 1986 рік служив у радянській армії. З травня 1986 року працював інженером по безпеці дорожнього руху Костопільської АТП ВАО ОСС. З березня 1990 по березень 1993 року працював на посаді голови госпрозрахункового трудового об'єднання молоді «Прогрес». Створив підлітковий військово-патріотичний клуб «Едельвейс».
З березня 1993 року по квітень 2004 року працював на керівних посадах у виробничих та комерційних підприємствах. З 2004 по 2005 роки на громадських засадах працював президентом спортивно-оздоровчого клубу «Чемпіон». Очолював Рівненську обласну громадську організацію «Громадський актив за розвиток територій».
З 2006 року по 2014 рік працював на посаді голови Костопільської районної ради. У 2015 році працював заступником директора з технічного розвитку Рівненського обласного виробничого комунального підприємства «Рівнеоблводоканал».
З листопада 2015 по 2017 рік працював на посаді заступника сільського голови з питань діяльності виконавчого органу Малолюбашанської сільської ради.
З 2017 по 2020 займав посаду сільського голови Малолюбашанської сільської ради.
У 2019 році Віктор Талащук видав свою книгу «Переплетене коріння».
Помер Віктор Талащук 25 листопада 2020 року від COVID-19.

## Родина
Дружина – Талащук Лариса Михайлівна. 
Діти - доньки Євгенія та Вікторія.

## Освіта
Рівненський автотранспортний технікум
Луцький державний університет
Академія державного управління при Президентові України.

## Нагороди
Нагороджений грамотою Верховної Ради України за заслуги перед Українським народом у 2013 році.
У 2021 році, у знак вдячності за велику підтримку фізичної культури та спорту, зокрема, створення хороших умов для занять греко-римською боротьбою, тренер-викладач Костопільської ДЮСШ в селі Мирне Дмитро Артюх започаткував турнір, присвячений пам'яті талановитого керівника.